# Temporada 1985-86 de los Dallas Mavericks

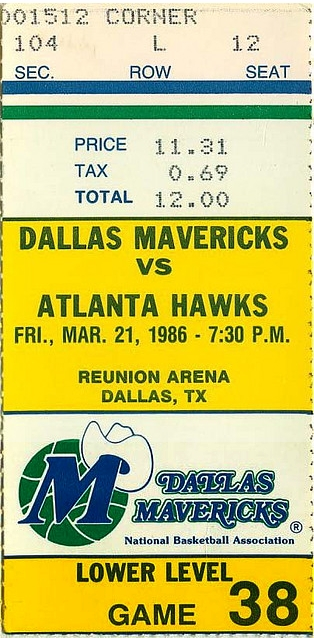
Entrada para un partido de marzo de 1986 entre los Mavericks y los Atlanta Hawks.

La temporada 1985-86 fue la sexta de los Dallas Mavericks en la NBA. La temporada regular acabó con 44 victorias y 38 derrotas, ocupando el cuarto puesto de la conferencia Oeste, clasificándose para los playoffs, en los que cayeron en semifinales de conferencia ante Los Angeles Lakers.

## Elecciones en elDraft
| Ronda | Puesto | Jugador         | Posición  | Nacionalidad   | Universidad  |
| ----- | ------ | --------------- | --------- | -------------- | ------------ |
| 1     | 8      | Detlef Schrempf | Ala-Pívot | Alemania       | Washington   |
| 1     | 16     | Bill Wennington | Pívot     | Canadá         | St. John's   |
| 1     | 17     | Uwe Blab        | Pívot     | Alemania       | Indiana      |
| 2     | 40     | Mark Acres      | Ala-Pívot | Estados Unidos | Oral Roberts |
| 3     | 63     | Harold Keeling  | Base      | Estados Unidos | Santa Clara  |

## Temporada regular
| División Medio Oeste | División Medio Oeste | División Medio Oeste | División Medio Oeste | División Medio Oeste | División Medio Oeste | División Medio Oeste | División Medio Oeste | División Medio Oeste |
| Equipo               | G                    | P                    | %                    | PD                   | Casa                 | Fuera                | Div                  |                      |
| -------------------- | -------------------- | -------------------- | -------------------- | -------------------- | -------------------- | -------------------- | -------------------- | -------------------- |
| y-Houston Rockets    | 51                   | 31                   | .622                 | –                    | 36–5                 | 15–26                | 20–10                |                      |
| x-Denver Nuggets     | 47                   | 35                   | .573                 | 4                    | 34–7                 | 13–28                | 15–15                |                      |
| x-Dallas Mavericks   | 44                   | 38                   | .537                 | 7                    | 26–15                | 18–23                | 16–14                |                      |
| x-Utah Jazz          | 42                   | 40                   | .512                 | 9                    | 27–14                | 15–26                | 15–15                |                      |
| x-Sacramento Kings   | 37                   | 45                   | .451                 | 14                   | 25–16                | 12–29                | 15–15                |                      |
| x-San Antonio Spurs  | 35                   | 47                   | .427                 | 16                   | 21–20                | 14–27                | 9–21                 |                      |

## Playoffs

### Primera ronda
Dallas Mavericks vs. Utah Jazz 
| Fecha       | Partido                              | Ciudad         |
| ----------- | ------------------------------------ | -------------- |
| 18 de abril | Dallas Mavericks 101, Utah Jazz 93   | Dallas         |
| 20 de abril | Dallas Mavericks 113, Utah Jazz 106  | Dallas         |
| 23 de abril | Utah Jazz 100, Dallas Mavericks 98   | Salt Lake City |
| 25 de abril | Utah Jazz 113, Dallas Mavericks 117  | Salt Lake City |
|             | Dallas Mavericks gana las series 3-1 |                |

### Semifinales de conferencia
Los Angeles Lakers vs. Dallas Mavericks 
| Fecha       | Partido                                      | Ciudad      |
| ----------- | -------------------------------------------- | ----------- |
| 27 de abril | Los Angeles Lakers 130, Dallas Mavericks 116 | Los Ángeles |
| 30 de abril | Los Angeles Lakers 117, Dallas Mavericks 113 | Los Ángeles |
| 2 de mayo   | Dallas Mavericks 110, Los Angeles Lakers 108 | Dallas      |
| 4 de mayo   | Dallas Mavericks 120, Los Angeles Lakers 118 | Dallas      |
| 6 de mayo   | Los Angeles Lakers 116, Dallas Mavericks 113 | Los Ángeles |
| 8 de mayo   | Dallas Mavericks 107, Los Angeles Lakers 120 | Dallas      |
|             | Los Angeles Lakers gana las series 4-2       |             |

## Estadísticas
| Rk | Jugador          | Edad | P  | PT | MP   | TC  | TCI  | %TC  | T3  | T3I | %T3  | TL     | TLI | %TL  | RO  | RD  | RT  | AS  | RB  | TAP | BP  | FP  | PTS  |
| -- | ---------------- | ---- | -- | -- | ---- | --- | ---- | ---- | --- | --- | ---- | ------ | --- | ---- | --- | --- | --- | --- | --- | --- | --- | --- | ---- |
| 1  | Rolando Blackman | 26   | 82 | 81 | 34.0 | 8.3 | 16.1 | .514 | 0.0 | 0.4 | .138 | \| 4.9 | 5.9 | .836 | 1.1 | 2.5 | 3.5 | 3.3 | 1.0 | 0.3 | 2.3 | 1.7 | 21.5 |
| 2  | Mark Aguirre     | 26   | 74 | 73 | 33.8 | 9.0 | 17.9 | .503 | 0.2 | 0.8 | .286 | 4.3    | 6.1 | .705 | 2.4 | 3.6 | 6.0 | 4.6 | 0.8 | 0.2 | 3.4 | 3.1 | 22.6 |
| 3  | Sam Perkins      | 24   | 80 | 79 | 32.8 | 5.7 | 11.4 | .503 | 0.1 | 0.4 | .333 | 3.8    | 4.7 | .814 | 2.4 | 6.1 | 8.6 | 1.9 | 0.9 | 1.2 | 1.8 | 2.7 | 15.4 |
| 4  | James Donaldson  | 28   | 69 | 64 | 32.5 | 3.1 | 5.4  | .568 | 0.0 | 0.0 |      | 2.1    | 2.7 | .799 | 2.1 | 7.6 | 9.6 | 1.2 | 0.3 | 1.6 | 1.2 | 2.3 | 8.3  |
| 5  | Derek Harper     | 24   | 79 | 39 | 27.2 | 4.9 | 9.2  | .534 | 0.2 | 0.6 | .235 | 2.2    | 2.9 | .747 | 0.9 | 1.9 | 2.9 | 5.3 | 1.9 | 0.3 | 1.8 | 2.1 | 12.2 |
| 6  | Jay Vincent      | 26   | 80 | 3  | 24.9 | 5.5 | 11.5 | .481 | 0.0 | 0.0 | .000 | 2.8    | 3.4 | .810 | 1.3 | 3.3 | 4.6 | 2.3 | 0.8 | 0.3 | 1.8 | 2.4 | 13.8 |
| 7  | Brad Davis       | 30   | 82 | 43 | 24.0 | 3.3 | 6.1  | .532 | 0.4 | 1.1 | .360 | 2.4    | 2.8 | .868 | 0.3 | 1.5 | 1.8 | 5.7 | 0.7 | 0.2 | 1.3 | 2.1 | 9.3  |
| 8  | Kurt Nimphius    | 27   | 13 | 4  | 21.5 | 2.8 | 5.5  | .514 | 0.0 | 0.1 | .000 | 1.3    | 2.2 | .586 | 1.8 | 2.8 | 4.6 | 1.1 | 0.2 | 0.9 | 1.0 | 2.9 | 7.0  |
| 9  | Wallace Bryant   | 26   | 9  | 8  | 17.1 | 1.2 | 3.3  | .367 | 0.0 | 0.0 |      | 0.7    | 1.2 | .545 | 1.0 | 2.7 | 3.7 | 1.2 | 0.3 | 0.2 | 0.8 | 2.9 | 3.1  |
| 10 | Dale Ellis       | 25   | 72 | 1  | 15.1 | 2.7 | 6.5  | .411 | 0.9 | 2.4 | .364 | 0.8    | 1.1 | .720 | 1.2 | 1.1 | 2.3 | 0.5 | 0.6 | 0.1 | 0.5 | 1.1 | 7.1  |
| 11 | Detlef Schrempf  | 23   | 64 | 12 | 15.1 | 2.2 | 4.9  | .451 | 0.0 | 0.1 | .429 | 1.7    | 2.4 | .724 | 1.1 | 2.0 | 3.1 | 1.4 | 0.4 | 0.2 | 1.3 | 2.6 | 6.2  |
| 12 | Bill Wennington  | 22   | 56 | 3  | 10.0 | 1.3 | 2.7  | .471 | 0.0 | 0.1 | .000 | 0.8    | 1.1 | .726 | 0.6 | 1.8 | 2.4 | 0.4 | 0.2 | 0.4 | 0.4 | 1.5 | 3.4  |
| 13 | Uwe Blab         | 23   | 48 | 0  | 8.5  | 0.9 | 2.0  | .468 | 0.0 | 0.0 |      | 0.8    | 1.4 | .537 | 0.5 | 1.4 | 1.9 | 0.4 | 0.1 | 0.3 | 0.6 | 1.4 | 2.6  |
| 14 | Harold Keeling   | 22   | 20 | 0  | 3.8  | 0.9 | 2.0  | .436 | 0.0 | 0.0 |      | 0.5    | 0.7 | .714 | 0.2 | 0.2 | 0.3 | 0.5 | 0.4 | 0.0 | 0.4 | 0.5 | 2.2  |

## Galardones y récords
| Jugador          | Galardón |
| Rolando Blackman | All-Star |